# Фіґхут і суд
«Фіґхут і суд» (англ. Feghoot and the Courts) — науково-фантастичне оповідання-фіґхут американського письменника Айзека Азімова, опубліковане в 1986 році. Оповідання ввійшло в збірку «Золото» (1995).

## Сюжет
Фердинанд Фіґхут прибуває на планету Локманію, що нещодавно була прийнята в Конфедерацію Землі, і відвідує суд, де суддя керується не законами а каламбурами для прийняття рішень.